# Dungagölen
Dungagölen är en sjö i Gislaveds kommun i Småland och ingår i Lagans huvudavrinningsområde. Sjöns area är 0,008 kvadratkilometer och den är belägen 160 meter över havet.